# بلتایم
بلتایم (به آلمانی: Beltheim) یک شهر در آلمان است که در راین-هونسروک واقع شده‌است. بلتایم ۲٬۰۳۴ نفر جمعیت دارد.